# Bijela (Konjic)
Pour les articles homonymes, voir Bijela.
Bijela (en serbe cyrillique : Бијела) est un village de Bosnie-Herzégovine. Il est situé dans la municipalité de Konjic, dans le canton d'Herzégovine-Neretva et dans la fédération de Bosnie-et-Herzégovine. Selon les premiers résultats du recensement bosnien de 2013, il compte 199 habitants.

## Démographie

### Évolution historique de la population
| 1948 | 1953 | 1961 | 1971 | 1981 | 1991 | 2013 |
| ---- | ---- | ---- | ---- | ---- | ---- | ---- |
| -    | -    | 537  | 624  | 570  | 537  | 199  |

|  |

### Communauté locale
En 1991, la communauté locale de Bijela comptait 3 368 habitants, répartis de la manière suivante :